# Alfons Heck
Alfons Heck (3 de novembro de 1928 - 11 de abril de 2005) foi um membro da Juventude Hitlerista que acabou se tornando um oficial da Juventude Hitlerista e um adepto fanático do nazismo durante o Terceiro Reich.

## Carreira
Na década de 1970, décadas depois de imigrar para os Estados Unidos via Canadá, Heck começou a escrever abertamente sobre suas experiências militares juvenis em artigos de notícias e dois livros.
Depois disso, ele firmou uma parceria com a sobrevivente judia do Holocausto Helen Waterford, cada uma apresentando suas diferentes circunstâncias de guerra para mais de 200 audiências, principalmente em escolas e faculdades.

## Trabalho
Em 1985, ele publicou A Child of Hitler: Germany in the Days When God Wore a Swastika (Arizona: Renaissance House, 1985), um relato de sua vida sob o nazismo. Ele continuou com The Burden of Hitler's Legacy (Frederick, Colorado: Renaissance House, 1988).
Heck começou a excursionar com a sobrevivente judia do Holocausto Helen Waterford em 1980 para falar sobre suas experiências antes, durante e depois da guerra. Os oradores alinhados tornaram-se amigos ao visitarem mais de 150 universidades ao longo de nove anos, exortando os jovens a evitar a lavagem cerebral do tipo Hitler. A editora do Colorado, Eleanor Ayer, que publicou a autobiografia de Waterford "Commitment to the Dead" em 1987, escreveu as histórias entrelaçadas de Waterford e Heck em seu livro de 1995 Parallel Journeys.